# Paul Groot (sterrenkundige)
Paul Joseph Groot (Amsterdam, 2 juni 1971) is een Nederlandse sterrenkundige en hoogleraar aan de Radboud Universiteit Nijmegen. Hij onderzoekt ultracompacte dubbelsterren en bronnen van zwaartekrachtsgolven. Groot was in 1997 mede-ontdekker van de optische tegenhanger van een gammaflits. Ook was hij lid van het LIGO-Virgo team dat de eerste zwaartekrachtgolf ontdekte. Hij is de principal investigator van de BlackGEM array van telescopen die bedoeld zijn om de optische tegenhangers van zwaartekrachtsgolf-bronnen te vinden.
Groot promoveerde cum laude in 1999 aan de Universiteit van Amsterdam bij Jan van Paradijs. Hierna werkte hij onder andere bij het Harvard–Smithsonian Center for Astrophysics. In 2002 startte Groot aan de Radboud Universiteit als universitair docent. In 2006 werd hij benoemd tot hoogleraar astronomie en hoofd van de Afdeling Sterrenkunde van de Radboud Universiteit waarin hij Jan Kuijpers opvolgde. Tussen 2012 en 2016 was hij voorzitter van het bestuur van de Nederlandse Onderzoekschool voor Astronomie (NOVA).
Groot was in 2002 mede-ontvanger van de Descartesprijs en in 2016 van de Breakthrough Prize en de Gruber Prize. Hij was van 2009 tot 2014 lid van De Jonge Akademie van de KNAW.
Planetoïde (12947) Paulgroot is naar hem vernoemd.